# Clossiana atrocostalis
Clossiana atrocostalis är en fjärilsart som beskrevs av Léon Abel Provancher och Huard 1928. Clossiana atrocostalis ingår i släktet Clossiana och familjen praktfjärilar. Inga underarter finns listade i Catalogue of Life.